# Antonio Sequea
Antonio José Sequea Torres (nacido en marzo de 1982) es un militar venezolano, capitán de la Guardia Nacional Bolivariana. Después de participar en el levantamiento en contra de Nicolás Maduro del 30 de abril de 2019 y de pasar a la clandestinidad, Sequea fue uno de los líderes principales de la incursión marítima de la Operación Gedeón en 2020. De acuerdo a múltiples informes, Sequea y los detenidos en la Operación Gedeón han sido sujetos a violaciones de sus derechos y garantías durante su proceso judicial, incluyendo falta del debido proceso y tortura.

## Detención
Antonio Sequea es oficial de la III Promoción Batalla de Ayacucho de la Guardia Nacional Bolivariana. Participó en el levantamiento en contra de Nicolás Maduro del 30 de abril de 2019, razón por la cual debió esconderse para evitar la detención. Su familia denunció represalias en su contra debido a su participación: fuerzas de seguridad allanaron la casa de su suegra, rompieron enseres y robaron bienes personales.Dos semanadas después, el 16 de mayo, efectivos de la Dirección General de Contrainteligencia Militar (DGCIM) allanaron su casa, llevándose los videojuegos y libros de sus hijos, además de televisores.
Para 2020 fue uno de los líderes de la Operación Gedeón, una incursión marítima en las costas venezolanas en contra de Maduro. Luego de que una lancha fuese interceptada en La Guaira, estado Vargas, donde murieron 8 militares rebeldes, Sequea fue detenido el 4 de mayo junto con otros 7 militares cuando su segunda lancha fue interceptada en Chuao, en el estado Aragua. El mismo año fue sentenciado a 24 años de cárcel.En 2023 fue acusado por un nuevo caso en el que no se permitió la juramentación de sus abogados de confianza.La ONG Coalición por los Derechos Humanos ha denunciado que a Antonio, y a otros detenidos por la causa de la Operación Gedeón, se les impuso una defensa pública que no ha ejercido la defensa ni apelado a las decisiones. Según la directora de la Coalición, Sequea ni siquiera tenía conocimiento de quién era su abogado público ni de la sentencia en su contra.
De acuerdo con su familia, Antonio estuvo recluido en las siguientes celdas de El Helicoide: "El Tigrito”, en cinco oportunidades, una habitación de aislamiento, totalmente blanca, sin ventilación, y con solo una colchoneta y un envase para las necesidades; “El Horno”, por cuarenta días, una habitación al fondo del pasillo, sin ventilación, y un bombillo amarillo incandescente encendido durante las 24 horas del día, donde perdió la noción del tiempo y el espacio, y solo pasaron agua y alimento cuando se desmayaba; y “La Letrina”, su celda por más de dos años, un espacio que previamente fue un baño y con olor nauseabundo. Adicionalmente, declaran que estuvo recluido por tres meses en “La Tumba”, una celda subterránea absolutamente blanca en las instalaciones del Servicio Bolivariano de Inteligencia (SEBIN) en Plaza Venezuela.La Coalición por los Derechos Humanos solicitó medidas cautelares ante la Comisión Interamericana de Derechos Humanos (CIDH) para Antonio Sequea y un grupo de sindicalistas durante el período 188º de sesiones de la Comisión.
Tras cuatro años de reclusión en El Helicoide, Sequea fue trasladado a la cárcel del Rodeo. El 29 de abril, Antonio fue imputado y acusado de participar en la fuga del líder opositor Leopoldo López desde la embajada de España a Colombia en octubre de 2020, momento en el cual Sequea se encontraba detenido, aislado e incomunicado en El Helicoide.En la imputación nuevamente se impidió la juramentación de sus abogados de confianza.Al día siguiente, el 30 de abril, su hermana denunció que el militar no tenía acceso a agua potable en el nuevo centro de reclusión al que fue trasladado, la cárcel del Rodeo, al igual que el empeoramiento de su estado de salud, incluyendo pérdida de peso (ocho kilos en cuatro semanas), insomnio y grandes picaduras de insectos. Sus afecciones han incluido deshidratación, sarna, onicomicosis en manos y pies, dermatitis alérgica por los insectos y rinitis alérgica, al igual que un tabique desviado y escoliosis producto de torturas.La Coalición por los Derechos Humanos denunció que la cárcel del Rodeo no cumplía con las Reglas Mandela, también conocidas como las Reglas Mínimas de las Naciones Unidas para el Tratamiento de los Reclusos. Sus familiares han descrito su celda como un espacio de 2m×2m con solamente concreto y acero, como «un horno» que deshidrata debido al clima caliente, y denunciaron que los custodios sólo le permitían tener agua por dos minutos al día.También han descrito que sólo le permiten a los reclusos dos minutos para bañarse, que duermen en el mismo espacio donde hacen sus necesidades, y que las celdas son golpeadas en intervalos de tiempo, produciendo ruido constante.Su hermana le pidió al Defensor del Pueblo, Alfredo Ruíz, que revisara y visitara a los prisioneros traslados para constatar su situación de derechos humanos.Al menos 45 presos políticos fueron trasladados a la cárcel de El Rodeo, donde familiares denuncian que ninguno comparte celda, el contacto entre ellos está prohibido, la alimentación es restringida, y no cuentan luz eléctrica o luz directa del sol.Para mayo de 2024, sólo había podido ser visitado por su mamá, una mujer de 70 años, quien es ingresada a la cárcel con una capucha en la cabeza para que no pueda ver el trayecto en el centro de reclusión y conversa con su hijo a través de un vidrio.

## Vida personal
El cuñado de Antonio Sequea, Fernando Noya, también fue detenido en mayo de 2020 por funcionarios de seguridad de Venezuela.